# 6. etape af Giro d'Italia 2024
6. etape af Giro d'Italia 2024 var en 180 km lang kuperet etape med en samlet stigning på 1.900 m. Den blev kørt den 9. maj 2024 med start i Viareggio og mål i Rapolano Terme.

## Resultater

### Etaperesultat
| \| Etaperesultat \| Etaperesultat \| Etaperesultat \| Etaperesultat \| Etaperesultat \| \| Rytter \| Rytter \| Hold \| Tid \| \| \| ------------- \| ------------------ \| --------------------- \| ------------- \| ------------- \| \| 1. \| Pelayo Sánchez \| Movistar Team \| 4t 01' 08" \| \| \| 2. \| Julian Alaphilippe \| Soudal Quick-Step \| + 0" \| \| \| 3. \| Luke Plapp \| Team Jayco AlUla \| + 1" \| \| \| 4. \| Andrea Piccolo \| EF Education-EasyPost \| + 24" \| \| \| 5. \| Jhonatan Narváez \| Ineos Grenadiers \| + 29" \| \| \| 6. \| Luka Mezgec \| Team Jayco AlUla \| + 29" \| \| \| 7. \| Quinten Hermans \| Alpecin-Deceuninck \| + 29" \| \| \| 8. \| Nick Schultz \| Israel-Premier Tech \| + 29" \| \| \| 9. \| Daniel Martínez \| Bora-Hansgrohe \| + 29" \| \| \| 10. \| Aleksej Lutsenko \| Astana Qazaqstan Team \| + 29" \| \| |                    |                       |            |
| |                    |                       |            |
| Kilder: ProCyclingStats Cycling Quotient |                    |                       |            |
| Etaperesultat |                    |                       |            |
| Rytter | Rytter             | Hold                  | Tid        |
| 1. | Pelayo Sánchez     | Movistar Team         | 4t 01' 08" |
| 2. | Julian Alaphilippe | Soudal Quick-Step     | + 0"       |
| 3. | Luke Plapp         | Team Jayco AlUla      | + 1"       |
| 4. | Andrea Piccolo     | EF Education-EasyPost | + 24"      |
| 5. | Jhonatan Narváez   | Ineos Grenadiers      | + 29"      |
| 6. | Luka Mezgec        | Team Jayco AlUla      | + 29"      |
| 7. | Quinten Hermans    | Alpecin-Deceuninck    | + 29"      |
| 8. | Nick Schultz       | Israel-Premier Tech   | + 29"      |
| 9. | Daniel Martínez    | Bora-Hansgrohe        | + 29"      |
| 10. | Aleksej Lutsenko   | Astana Qazaqstan Team | + 29"      |

### Klassement efter etapen
| \| Samlede stilling \| Samlede stilling \| Samlede stilling \| Samlede stilling \| Samlede stilling \| \| Rytter \| Rytter \| Hold \| Tid \| \| \| ---------------- \| ----------------- \| -------------------------- \| ---------------- \| ---------------- \| \| 1. \| Tadej Pogačar \| UAE Team Emirates \| 23t 20' 52" \| \| \| 2. \| Geraint Thomas \| Ineos Grenadiers \| + 46" \| \| \| 3. \| Daniel Martínez \| Bora-Hansgrohe \| + 47" \| \| \| 4. \| Cian Uijtdebroeks \| Team Visma \\| Lease a Bike \| + 55" \| \| \| 5. \| Einer Rubio \| Movistar Team \| + 56" \| \| \| 6. \| Lorenzo Fortunato \| Astana Qazaqstan Team \| + 1' 07" \| \| \| 7. \| Juan Pedro López \| Lidl-Trek \| + 1' 11" \| \| \| 8. \| Jan Hirt \| Soudal Quick-Step \| + 1' 13" \| \| \| 9. \| Aleksej Lutsenko \| Astana Qazaqstan Team \| + 1' 26" \| \| \| 10. \| Esteban Chaves \| EF Education-EasyPost \| + 1' 26" \| \| |                   |                            |             |
| |                   |                            |             |
| Kilder: ProCyclingStats Cycling Quotient |                   |                            |             |
| Samlede stilling |                   |                            |             |
| Rytter | Rytter            | Hold                       | Tid         |
| 1. | Tadej Pogačar     | UAE Team Emirates          | 23t 20' 52" |
| 2. | Geraint Thomas    | Ineos Grenadiers           | + 46"       |
| 3. | Daniel Martínez   | Bora-Hansgrohe             | + 47"       |
| 4. | Cian Uijtdebroeks | Team Visma \| Lease a Bike | + 55"       |
| 5. | Einer Rubio       | Movistar Team              | + 56"       |
| 6. | Lorenzo Fortunato | Astana Qazaqstan Team      | + 1' 07"    |
| 7. | Juan Pedro López  | Lidl-Trek                  | + 1' 11"    |
| 8. | Jan Hirt          | Soudal Quick-Step          | + 1' 13"    |
| 9. | Aleksej Lutsenko  | Astana Qazaqstan Team      | + 1' 26"    |
| 10. | Esteban Chaves    | EF Education-EasyPost      | + 1' 26"    |

#### Pointkonkurrencen
| Pointkonkurrence | Pointkonkurrence | Pointkonkurrence              | Pointkonkurrence | Pointkonkurrence |
| Rytter           | Rytter           | Hold                          | Point            |                  |
| ---------------- | ---------------- | ----------------------------- | ---------------- | ---------------- |
| 1.               | Jonathan Milan   | Lidl-Trek                     | 134 point        |                  |
| 2.               | Kaden Groves     | Alpecin-Deceuninck            | 97 point         |                  |
| 3.               | Tim Merlier      | Soudal Quick-Step             | 89 point         |                  |
| 4.               | Olav Kooij       | Team Visma \| Lease a Bike    | 61 point         |                  |
| 5.               | Benjamin Thomas  | Cofidis                       | 56 point         |                  |
| 6.               | Filippo Fiorelli | VF Group-Bardiani CSF-Faizanè | 54 point         |                  |
| 7.               | Andrea Pietrobon | Team Polti Kometa             | 48 point         |                  |
| 8.               | Michael Valgren  | EF Education-EasyPost         | 40 point         |                  |
| 9.               | Phil Bauhaus     | Bahrain Victorious            | 37 point         |                  |
| 10.              | Lilian Calmejane | Intermarché-Wanty             | 34 point         |                  |

#### Bjergkonkurrencen
| Bjergkonkurrence | Bjergkonkurrence        | Bjergkonkurrence              | Bjergkonkurrence | Bjergkonkurrence |
| Rytter           | Rytter                  | Hold                          | Point            |                  |
| ---------------- | ----------------------- | ----------------------------- | ---------------- | ---------------- |
| 1.               | Tadej Pogačar           | UAE Team Emirates             | 51 point         |                  |
| 2.               | Lilian Calmejane        | Intermarché-Wanty             | 32 point         |                  |
| 3.               | Daniel Martínez         | Bora-Hansgrohe                | 26 point         |                  |
| 4.               | Andrea Piccolo          | EF Education-EasyPost         | 18 point         |                  |
| 5.               | Geraint Thomas          | Ineos Grenadiers              | 16 point         |                  |
| 6.               | Amanuel Ghebreigzabhier | Lidl-Trek                     | 11 point         |                  |
| 7.               | Filippo Fiorelli        | VF Group-Bardiani CSF-Faizanè | 10 point         |                  |
| 8.               | Simon Geschke           | Cofidis                       | 9 point          |                  |
| 9.               | Lorenzo Fortunato       | Astana Qazaqstan Team         | 9 point          |                  |
| 10.              | Giulio Pellizzari       | VF Group-Bardiani CSF-Faizanè | 8 point          |                  |

#### Ungdomskonkurrencen
| Ungdomskonkurrence | Ungdomskonkurrence | Ungdomskonkurrence         | Ungdomskonkurrence | Ungdomskonkurrence |
| Rytter             | Rytter             | Hold                       | Tid                |                    |
| ------------------ | ------------------ | -------------------------- | ------------------ | ------------------ |
| 1.                 | Cian Uijtdebroeks  | Team Visma \| Lease a Bike | 23t 21' 47"        |                    |
| 2.                 | Alex Baudin        | Decathlon-AG2R La Mondiale | + 45"              |                    |
| 3.                 | Mauri Vansevenant  | Soudal Quick-Step          | + 49"              |                    |
| 4.                 | Luke Plapp         | Team Jayco AlUla           | + 1' 02"           |                    |
| 5.                 | Filippo Zana       | Team Jayco AlUla           | + 1' 12"           |                    |
| 6.                 | Georg Steinhauser  | EF Education-EasyPost      | + 1' 54"           |                    |
| 7.                 | Antonio Tiberi     | Bahrain Victorious         | + 1' 55"           |                    |
| 8.                 | Davide Piganzoli   | Team Polti Kometa          | + 2' 11"           |                    |
| 9.                 | Thymen Arensman    | Ineos Grenadiers           | + 3' 14"           |                    |
| 10.                | Giovanni Aleotti   | Bora-Hansgrohe             | + 6' 29"           |                    |

#### Holdkonkurrencen
| Holdkonkurrence | Holdkonkurrence               | Holdkonkurrence | Holdkonkurrence |
| Hold            | Hold                          | Tid             |                 |
| --------------- | ----------------------------- | --------------- | --------------- |
| 1.              | Ineos Grenadiers              | 70t 07' 38"     |                 |
| 2.              | Astana Qazaqstan Team         | + 14"           |                 |
| 3.              | Decathlon-AG2R La Mondiale    | + 1' 04"        |                 |
| 4.              | EF Education-EasyPost         | + 4' 44"        |                 |
| 5.              | VF Group-Bardiani CSF-Faizané | + 4' 49"        |                 |
| 6.              | Team Jayco AlUla              | + 5' 14"        |                 |
| 7.              | Soudal Quick-Step             | + 5' 16"        |                 |
| 8.              | Movistar Team                 | + 11' 03"       |                 |
| 9.              | Bora-Hansgrohe                | + 15' 01"       |                 |
| 10.             | UAE Team Emirates             | + 17' 55"       |                 |